# Veaceslav Iordan
Veaceslav Iordan (russisch Вячеслав Иордан/Wjatscheslaw Iordan; * 12. Juni 1966 in Chircăiești, Rajon Căușeni, Moldauische SSR) ist ein moldauischer Politiker.
Vom 25. Januar 2007 bis zum 18. Juni desselben Jahres war er kommissarischer Bürgermeister der moldauischen Hauptstadt Chișinău. Bei den folgenden Kommunalwahlen trat er als Bürgermeisterkandidat für die Kommunistische Partei an. Am 18. Juni 2007 wurde er von Dorin Chirtoacă von der Partidul Liberal als Bürgermeister abgelöst. Dieser hatte bei den Wahlen in einer Stichwahl mit 61 % der Stimmen gewonnen und sich gegen Iordan, der nur 38 % erhielt, durchgesetzt.
| Personendaten    | Personendaten                                                         |
| ---------------- | --------------------------------------------------------------------- |
| NAME             | Iordan, Veaceslav                                                     |
| ALTERNATIVNAMEN  | Iordan, Wjatscheslaw; Иордан, Вячеслав (russisch)                     |
| KURZBESCHREIBUNG | moldauischer Politiker, Bürgermeister von Chișinău                    |
| GEBURTSDATUM     | 12. Juni 1966                                                         |
| GEBURTSORT       | Chircăiești, Kreis Căușeni, Moldauische Sozialistische Sowjetrepublik |